# Crash du Tu-141 de 2022 à Zagreb
Le crash du Tu-141 de 2022 à Zagreb est un incident survenu le 10 mars 2022, lorsqu'un drone de reconnaissance Tupolev Tu-141 non identifié de fabrication soviétique s'est écrasé à Zagreb, la capitale de la Croatie.

## Appareil
Le Tupolev Tu-141 est un véhicule aérien sans pilote de fabrication soviétique fabriqué à la fin des années 1970. Il pèse près de six tonnes et il est lancé depuis un camion, où sa trajectoire de vol est programmée. Les analystes décrivent qu'après son lancement, le Tu-141 se comporte plus comme un missile de croisière moderne que comme un drone traditionnel. Lorsque son vol est terminé, l'avion descend au sol à l'aide de ses parachutes, pour l'utiliser à nouveau.

## Crash
Le véhicule aérien sans pilote est entré dans l'espace aérien roumain vers 23 h 23 CET, où il a été observé par l'armée de l'air roumaine et a volé pendant 3 minutes. Ensuite, il a continué à voler à travers l'espace aérien hongrois pendant les 40 minutes suivantes, où il a également été observé par l'armée de l'air hongroise. Il est ensuite entré dans l'espace aérien croate en volant à une vitesse de 700 km/h et à une altitude de 1300 mètres, où il a été capté par des radars militaires croates. Après avoir volé dans l'espace aérien croate pendant 7 minutes, il s'est finalement écrasé dans la capitale croate, à environ 50 mètres de la résidence étudiante Stjepan Radić. L'impact du drone au sol a fait tomber un homme de sa bicyclette et endommagé une quarantaine de voitures garées à proximité. Il a également causé des dégâts parmi la population étudiante dans le dortoir voisin.

## Enquête
La police civile et militaire croate a rapidement bouclé le périmètre de l'accident. Le lendemain matin, l'analyste américain Tyler Rogoway a identifié l'avion comme étant très probablement un Tupolev Tu-141 de l'ère soviétique, ce qui a également été corroboré par des inscriptions cyrilliques et des insignes d'étoile rouge trouvés sur les débris éparpillés près du site de l'accident. Il y avait aussi plusieurs parachutes accrochés aux arbres voisins.
L'enquête confirme que le drone était équipé d'une bombe autrefois utilisée par l'aviation soviétique.

## Réactions
- Croatie : Le maire de Zagreb (en), Tomislav Tomašević (en), a tenu une conférence de presse déclarant que : « personne n'a été blessé lors de l'impact, mais il y a des dégâts matériels »[10]. La réaction lente ou inexistante des services de défense aérienne a provoqué l'indignation des médias et du public croate[11],[12], certains comparant l'incident au vol de Mathias Rust vers la Place Rouge en 1987[13]. Le pilote distingué de l'armée de l'air croate Ivan Selak a critiqué le Centre d'opérations aériennes combinées de l'OTAN (en) à Torrejon, en Espagne, pour ne pas avoir fait décoller en alerte les forces aériennes roumaines, hongroises ou croates en raison de l'objet entrant[14]. Le président croate Zoran Milanović a décrit l'accident comme « un incident grave » et a ajouté que « dans de telles situations, vous dépendez de l'OTAN [...] alors qu'il y avait évidemment un échec là-bas »[15].
- Ukraine : Le conseiller du ministre ukrainien de la Défense, Markijan Lubkviskyi, dans une déclaration aux médias croates, a nié que le drone qui s'est écrasé à Zagreb appartienne à l'Ukraine[16]. Dans une réaction ultérieure à l'écriture de l'agence de presse russe Tass, le Service spécial des communications de l’État ukrainien a également affirmé que les UAV en question appartenaient à la fois aux forces armées russes et ukrainiennes. Cependant, selon eux, les variantes ukrainiennes des drones Tu-141 sont marquées par les armoiries ukrainiennes, tandis que les variantes russes portent l'insigne de l'étoile rouge[17].
- Russie : L'ambassade de Russie à Zagreb a également nié la propriété du drone écrasé, affirmant que « le drone a été produit sur le territoire de l'Ukraine » et que les forces armées russes n'utilisent pas de tels drones depuis 1991[18].
- Hongrie : Le ministre hongrois des Affaires étrangères et du Commerce, Péter Szijjártó, a déclaré que le gouvernement hongrois s'était joint à l'enquête sur le drone[19].